# 黃慶雲 (作家)
黃慶雲（1920年5月10日—2018年9月20日），香港人，華南著名兒童文學家。出生於香港，學歷為國立中山大學文學士,美國哥倫比亞大學師範學院碩士. 四十年代，黃慶雲替香港第一份兒童雜誌《新兒童》半月刊負責主編工作，並在月刊內向小朋友灌輸愛國教育。抗日戰爭時返回廣州生活，中華人民共和國成立後留在內地生活，並創辦《新兒童》雜誌（後改名為《少先隊員》），期間在粵桂出任不同職位。1980年代末期返回香港定居。代表作品有《月亮的女兒》、《奇異的紅星》、《花兒朵朵開》、《英雄樹唱歌》和《童年的花園》。2009年獲香港藝術發展獎年度最佳藝術家獎（文學藝術）。
黃慶雲是中國作家協會會員, 曾任廣東作家協會副主席、國際筆會(P.E.N.)廣州筆會副會長和秘書長。
她的女兒周蜜蜜長大後女承母業，也成為兒童文學作家。

## 著作
- 我的文化大革命 （傳記，2006年6月，Oxford University Press）
- 香港歸來的孩子 （小說，2007年7月，Oxford University Press）
- 黃慶雲中英文童詩集──快樂的兒歌 （小說，2007年4月，香港和平圖書）
- 要我扮老婆婆 （童話，2004年8月，螢火蟲）
- 小小的船兒 (閱讀精品—  低年級) （詩歌、寓言和童話，2003年3月，香港和平圖書）
- 黃慶雲兒童文學作品精選集[3]

## 作品精選集
《黃慶雲兒童文學作品精選集》可以分為《童話篇》和《小說故事篇》。在《童話篇》中，《九龍•九龍》以獅子山打敗九條龍的內容，吸引小朋友閱讀故事的興趣。在《小說故事篇》中，《快樂的歌》營造一個小朋友之間相處的情景，教導小朋友應該創作歌曲讚美別人，而不是取笑別人。
《童話篇》和《小說故事篇》的開首都有導讀。《童話篇》的導讀是周蜜蜜編寫，《小說故事篇》的導讀是馬翠羅編寫。